# SA80
SA80 (Small Arms for the 1980s) är en familj av brittiska eldhandvapen, med kalibern 5,56 × 45 mm NATO. SA80 konstruerades och byggdes fram till 1980 av Royal Small Arms Factory i Enfield Lock. 1988 fördes tillverkningen över till Royal Ordnance eldhandvapenfabrik i Nottingham. Royal Ordnance bytte så småningom namn till British Aerospace och heter idag BAE Systems Land Systems Munitions & Ordnance. 
Familjen består av automatkarbinen L85, den lätta kulsprutan L86 Light Support Weapon, den nerkortade automatkarbinen L22 Carbine och övningsvapnet L98 Cadet Rifle. Vapnen är alla av typen bullpup, det vill säga mekanism och vapenmagasin sitter bakom avtryckaren i kolven vilket ger ett kortare vapen men med lika lång pipa.

## Användare
- Bolivia: Använd av specialförband och Bolivian National Police.[2]
- Jamaica: Använd sedan 1992.[3][4]
- Storbritannien[5][6]